# ファイアーエムブレム

『ファイアーエムブレム』（英: Fire Emblem）は、開発をインテリジェントシステムズ（IS）、発売を任天堂が行うコンピュータゲームにおけるシリーズ作品。略称は「FE」。ジャンルは全タイトルともシミュレーションロールプレイングゲーム (SRPG) である。
狭義では、同シリーズのそれぞれの作品内において重要な役割を果たす“炎の紋章”とも呼ばれるアイテムのことを指す。この場合、単に「エムブレム」と表記する場合もある。なお「ファイヤーエムブレム」・「ファイアーエンブレム」・「ファイヤーエンブレム」と表記するのは誤りだが、商標は取得している。

## 概要
後に「シミュレーションロールプレイングゲーム (SRPG)」と呼ばれるジャンルを確立させた草分け的作品。『ファミコンウォーズ』のゲームシステムをベースに、各ユニットにクラス（兵種）の違いだけでなくそれぞれ異なる顔グラフィックや能力値の差による個性・経験値による成長要素などのRPGのようなキャラクターの概念を入れたうえで、ユニットの生産やリソースの確保などの要素は省き、単純に集団戦をすることを目的としたゲームになっている。
本シリーズを特徴付けているのはユニットの「ロスト」の概念である。本シリーズでは原則としてHPが0になって死亡・撤退したユニットを復活させることはできず、ロストしたキャラクターは二度と使うことができなくなってしまう。ただし、「復活の杖」などのアイテムで1 - 数名の復活が可能、またはモード選択で次マップからは復活可能な作品もある。
西洋文明における中世を下地に置いたファンタジーの世界観で、「主人公は勇者の血統を持つ王侯貴族のロードとして軍隊を指揮し、大陸に平和をもたらすために敵国と戦う」というのが大抵の作品でほぼ共通した筋立てである。また、シリーズを通して「ファイアーエムブレム」という重要アイテムや、竜などの人にあらざる種族が登場する。そのほか、恒例のキャラクター設定などが存在する。
ファミリーコンピュータで発売された第1作目の『ファイアーエムブレム 暗黒竜と光の剣』から始まり、スーパーファミコン、ゲームボーイアドバンス、ニンテンドー ゲームキューブ、Wii、ニンテンドーDS、ニンテンドー3DS、Nintendo Switchといった任天堂の歴代ハードでシリーズ作が製作・発売されている。

### 日本国外での展開
2002年の『封印の剣』までは日本国内だけで発売されていたが、『烈火の剣』からは日本国外でも発売されている。これには『大乱闘スマッシュブラザーズDX』（英: Super Smash Bros. Melee、以下「スマブラDX」）の影響が大きいとされている。
『スマブラDX』に『紋章の謎』のマルスと『封印の剣』のロイが登場することになったものの、その時点でFEは日本国内でしか展開されておらず、日本国外版の発売に当たってはこの2名を削除する方針であった。しかし、一転して2名をそのまま登場させることになり、結果的に日本国外でもFEが広く知られることとなった。なお、このような経緯のため、マルスとロイは日本国外版でも日本語を喋っている。
続編『大乱闘スマッシュブラザーズX』 (英: Super Smash Bros. Brawl、以下「スマブラX」) で登場したアイクは、『蒼炎の軌跡』が日本国外への展開がなされたこともあり、日本国外版ではそれぞれの言語版オリジナルキャストの声が当てられている。一方、マルスは日本国外版『スマブラX』でも日本語のままであったが、『ヒーローズ』発売後の『大乱闘スマッシュブラザーズSPECIAL』で初めてマルスとロイに英語版ボイスが実装された。
なお、ゲームは未発売だったものの、『紋章の謎』のOVAは『スマブラDX』よりも以前に北米においてADVフィルムから発売されている。
また、『封印の剣』以降も『烈火の剣』、『聖魔の光石』とゲームボーイアドバンスで発売が続いたというのも、日本国外において一定の認知度を得てから開発費の多くかかる据え置き型ハードで発売する、という経営戦略があったためである。2000年代半ば過ぎの据え置き型での2作品（『蒼炎』『暁』）を経て、以降は携帯型ハードでのリリースが続いたが、『風花雪月』は12年ぶりに据え置き型ハードで発売された。
日本国外版の『烈火の剣』と『暁の女神』には、日本国内版には無い独特の仕様が追加されている。詳細は以下の記事へのリンクを参照。
- ファイアーエムブレム 烈火の剣#その他 - 北米版マリオカート ダブルダッシュ!!、日本国外版リンのソール・カティ
- ファイアーエムブレム 聖魔の光石#その他 - 日本国外版の変更点
- ファイアーエムブレム 蒼炎の軌跡#その他 - 日本国外版の変更点
- ファイアーエムブレム 暁の女神#日本国外版の違い
- ファイアーエムブレム 新・暗黒竜と光の剣#その他の話題 - 日本国外版の追加要素

## シリーズ一覧
| 1990 | 暗黒竜と光の剣            |
| 1991 |                           |
| 1992 | 外伝                      |
| 1993 |                           |
| 1994 | 紋章の謎                  |
| 1995 |                           |
| 1996 | 聖戦の系譜                |
| 1997 | アカネイア戦記編          |
| 1998 |                           |
| 1999 | トラキア776               |
| 2000 |                           |
| 2001 |                           |
| 2002 | 封印の剣                  |
| 2003 | 烈火の剣                  |
| 2004 | 聖魔の光石                |
| 2005 | 蒼炎の軌跡                |
| 2006 |                           |
| 2007 | 暁の女神                  |
| 2008 | 新・暗黒竜と光の剣        |
| 2009 |                           |
| 2010 | 新・紋章の謎              |
| 2011 |                           |
| 2012 | 覚醒                      |
| 2013 |                           |
| 2014 |                           |
| 2015 | if                        |
| 2015 | 幻影異聞録♯FE             |
| 2016 |                           |
| 2017 | ヒーローズ                |
| 2017 | Echoes もうひとりの英雄王 |
| 2017 | 無双                      |
| 2018 |                           |
| 2019 | 風花雪月                  |
| 2020 | 幻影異聞録♯FE Encore      |
| 2021 |                           |
| 2022 | 無双 風花雪月             |
| 2023 | エンゲージ                |

※略称の意味：FC=ファミリーコンピュータ、SFC=スーパーファミコン、GBA=ゲームボーイアドバンス、GC=ニンテンドー ゲームキューブ、DS=ニンテンドーDS、3DS=ニンテンドー3DS、New 3DS=Newニンテンドー3DS、Wii U=Wii U、Switch=Nintendo Switch、iOS/Android=iOS/Android
- 『ファイアーエムブレム 暗黒竜と光の剣』（FC：1990年4月20日、Wii・バーチャルコンソール：2009年10月20日、3DS・バーチャルコンソール：2012年8月1日、Wii U・バーチャルコンソール：2014年6月4日）
2020年12月4日にSwitchで日本国外版が発売。
- 『ファイアーエムブレム外伝』（FC：1992年3月14日、Wii・バーチャルコンソール：2009年11月4日、3DS・バーチャルコンソール：2013年4月3日、Wii U・バーチャルコンソール：2014年8月20日）
『暗黒竜と光の剣』の外伝。
- 『ファイアーエムブレム 紋章の謎』（SFC：1994年1月21日、Wii・バーチャルコンソール：2006年12月26日、Wii U・バーチャルコンソール：2013年4月27日、New 3DS・バーチャルコンソール:2016年6月22日）
『暗黒竜と光の剣』のリメイクと続編。
- 『ファイアーエムブレム 聖戦の系譜』（SFC：1996年5月14日、Wii・バーチャルコンソール：2007年1月30日、Wii U・バーチャルコンソール：2013年4月27日、New 3DS・バーチャルコンソール:2016年8月27日）
- 『ファイアーエムブレム トラキア776』（SFC/ニンテンドウパワー：1999年9月1日、SFC/ROMカセット：2000年1月21日、Wii・バーチャルコンソール：2008年7月15日、Wii U・バーチャルコンソール：2013年7月10日、New 3DS・バーチャルコンソール:2016年11月28日）
『聖戦の系譜』の外伝。
- 『ファイアーエムブレム 封印の剣』（GBA：2002年3月29日、Wii U・バーチャルコンソール：2015年9月2日）
- 『ファイアーエムブレム 烈火の剣』（GBA：2003年4月25日、Wii U・バーチャルコンソール：2014年5月14日）
『封印の剣』の過去が舞台の続編。シリーズでは最初に日本国外でも発売。
- 『ファイアーエムブレム 聖魔の光石』（GBA：2004年10月7日、Wii U・バーチャルコンソール：2014年8月6日）
- 『ファイアーエムブレム 蒼炎の軌跡』（GC：2005年4月20日）
- 『ファイアーエムブレム 暁の女神』（Wii：2007年2月22日）
『蒼炎の軌跡』の続編。
- 『ファイアーエムブレム 新・暗黒竜と光の剣』（DS：2008年8月7日、Wii U・バーチャルコンソール：2016年2月10日）
新要素を多数追加した『暗黒竜と光の剣』リメイク作品。また、アカネイア大陸が舞台の作品としては初めて日本国外でも発売された。
- 『ファイアーエムブレム 新・紋章の謎 〜光と影の英雄〜』（DS：2010年7月15日）
『紋章の謎』第2部のリメイク作品で、プレイが困難になっていた『アカネイア戦記編』のリメイク版も収録。前作と異なり、日本国外では未発売。
- 『ファイアーエムブレム 覚醒』（3DS：2012年4月19日）
- 『ファイアーエムブレムif』（3DS：2015年6月25日）
- 『ファイアーエムブレム Echoes もうひとりの英雄王』（3DS：2017年4月20日）
『外伝』のリメイク作品。日本国外でも発売。
- 『ファイアーエムブレム 風花雪月』（Switch：2019年7月26日）
- 『ファイアーエムブレム エンゲージ』（Switch：2023年1月20日）

### スピンオフ作品
- 『BSファイアーエムブレム アカネイア戦記編』（SFC/サテラビュー）：1997年9月29日 - 10月25日配信）
『暗黒竜と光の剣』および『紋章の謎』の外伝。
- 『ファイアーエムブレム ヒーローズ』（iOS/Android：2017年2月2日）
シリーズ初のスマートデバイス向けの作品。

### コラボレーション作品
- 『幻影異聞録♯FE』（Wii U：2015年12月26日[2]） - 開発：アトラス
  - 『幻影異聞録♯FE Encore』（Switch：2020年1月17日）
- 『ファイアーエムブレム無双』（Switch・New 3DS：2017年9月28日）　- 開発：コーエーテクモゲームス[3]
- 『ファイアーエムブレム無双 風花雪月』（Switch：2022年6月24日）　- 開発：コーエーテクモゲームス[4]

### トレーディングカードゲーム
コンピュータゲームの他にトレーディングカードゲームも発売されている。
- ファイアーエムブレムTCG（NTT出版、2001年 - 2004年）
- ファイアーエムブレム0（任天堂、2015年 - 2020年）

## ストーリー
ゲームのタイトルであるファイアーエムブレムは、アイテムや象徴的存在などさまざまな形で登場する。

### 舞台
ほとんどの作品で戦闘は大陸の国家間の戦争を描いているが、舞台とする大陸は作品ごとに異なる。『暗黒竜と光の剣』『紋章の謎』ではアカネイア大陸、『外伝』ではバレンシア大陸、『聖戦の系譜』『トラキア776』ではユグドラル大陸、『封印の剣』『烈火の剣』ではエレブ大陸、『聖魔の光石』ではマギ・ヴァル大陸、『蒼炎の軌跡』『暁の女神』はテリウス大陸、『エンゲージ』はエレオス大陸を舞台としている。『覚醒』はイーリス大陸とヴァルム大陸という、シリーズ初の二大陸を舞台としている。『風花雪月』の舞台となるフォドラはとある大陸の端にある大きな半島である。
なお、アカネイア、バレンシア、ユグドラルに関しては空間的に繋がっていると開発者が語っている。そのほかの大陸については不明だが、イーリスとヴァルムはそれぞれアカネイアとバレンシアの遠い未来(約2000年後)であることが『覚醒』作中においてとある形で示唆されている。
またこの三大陸を舞台にしたエピソードの時間的な関係については、アカネイア暦前740年 - 「守護神ナーガの戦い」（『紋章の謎』の約1350年前）の最中に、ユグドラル大陸の人間である大司教ガレがアカネイア大陸にて暗黒神降臨を果たしていることが明かされており、これによれば『聖戦の系譜』『トラキア776』と『暗黒竜と光の剣』『紋章の謎』『外伝』の間はおよそ1000年開いていることになる。
なお、インタビューを受けた加賀は「プレイした人の数だけ物語がある」「ここでの回答も、あくまでもその物語の中の一つであって、決してこれが正解とか、設定という訳ではない」と語っている。

### 人外の種族
基本的に『ファイアーエムブレム』では人間の国家間の戦闘が中心として描かれているが、一方でその裏では人外の種族が影に日向に物語の鍵を握ることも多い。シリーズ作品に多く登場している、竜族のマムクートはその代表的なものである。マムクートの設定が作品ごとに若干異なるが、普段は迫害などを避けるため人の姿を取っていることが多い。登場しない作品もある。
テリウス大陸を舞台にした作品（『蒼炎の軌跡』『暁の女神』）では、マムクートの代わりにラグズという種族が登場する。マムクートと同様、竜の姿に変身する「竜鱗族」のほか、獣に変身する「獣牙族」や鳥類に変身する「鳥翼族」といった者も登場し、マムクートよりもストーリー中に多く関わってくる。
『覚醒』ではタグエルという動物（ウサギ）に変身する種族も登場した。
これとは別にロールプレイングゲーム的なモンスター（魔物）も一部の作品に登場するが、これについては戦う理由をもたず、単に人を襲うだけの存在である。

## ゲームシステム

### ゲームの目的と概要
各作品は数章から数十章までの長さの章で構成されている。各章のマップで敵軍と戦い、章ごとに設定された勝利条件をクリアすることで次の章に進む。勝利条件は敵拠点の制圧や敵の全滅などであり、一方、主人公が倒されたりマップの敗北条件を満たしてしまうとゲームオーバーとなる。
戦場となるマップは格子状のマス目になっており、キャラクター（ユニット）はこのマス目に沿って移動力の範囲で移動できる。プレイヤーは各ユニットを動かして、攻撃や回復などの行動を行う。自軍の行動が終わったら次に敵軍の順番に移り、コンピュータが同様に敵軍側ユニットの移動や攻撃を行う。この一連の「ターン」を繰り返すことで戦いが進んでいく。
序盤の章では自軍の人数は少ないが、章が進むにつれて仲間となるキャラクターが登場し、説得や合流、救出、仕方なく敵側についていた者など、様々な理由により自軍に加入する。キャラクターは経験値を得ることでレベルが上がり成長していく。また、キャラクター同士が会話などの交流をしたり、絆を深めることができるシステムが作品毎に違う形で織り込まれている。

### 進撃準備
マップが始まるまえに、そのマップに出撃させるユニットを選んだり、配置変更やアイテム整理をしたりできる。そのほか、マップやデータの閲覧、セーブなども行える。ある程度ストーリーを進めると使えるようになり、ゲーム最序盤では使えない。出撃できる最大人数はあらかじめ決まっており、主人公や一部のマップでは特定のユニットが強制的に出撃せねばならない。また、一部マップや条件などで出撃できない場合もある。最低人数は基本的に強制出撃メンバーのみである。一部作品では最低限の武器も購入できるが、マップ上の店より割高な場合が多い。クラスチェンジや能力アップ系アイテムの使用が行えたり、マップ上の店の品揃えを確認できたりする作品も存在する。ここで一通りの準備が終了したら、戦闘がスタートする。
全員強制出撃の『聖戦の系譜』とワールドマップ上で編隊をする『外伝』では、進撃準備は存在しない。また、『蒼炎の軌跡』・『暁の女神』では、進撃準備とは別に「拠点」メニューが設けられている。

### マップ
概要
マップ上のキャラクターのことを「ユニット」という(将棋やチェスの「駒」に相当)。マップでは自軍ユニットを操作して移動させ、敵への攻撃や民家の訪問などのさまざまな行動を行う。行動前の自軍ユニットは青色、敵ユニットは赤色、行動済みユニットは灰色で表示される作品が多い。何もやることがなければ、その場で待機することもできる。自軍ターンではユニットの行動のみならず、各種地形や敵の情報、全体マップの縮小図などを見ることもできる。
メニュー
マップの何もない場所でボタンを押すとメニューが表示され、自軍のユニットのデータを見たり各種設定を変更したりすることができる。設定では基本的にアニメのオンオフやメッセージ、移動スピードなどのほか、一部作品では自軍ターン開始時に主人公にカーソルをあわせる、自軍の行動可能なユニットが全て行動し終えたら自動的にターンを終了する、攻撃時のいろいろなデータを簡易版と詳細版で表示する、メニューウィンドウの色やデザインの変更などの設定が行える。中断もこのメニューから行うことができる。
ターンとフェイズ
シミュレーションゲームで一般的なターン制が一貫して採用されている。1ターンは自軍フェイズ、敵軍フェイズのフェイズに分かれている。野球に例えると回がターン、表・裏がフェイズに相当する。自軍フェイズでは自軍ユニット（青）の行動を行い、敵軍フェイズでは敵軍ユニット（赤）の行動が行われる。第三軍が存在する場合は敵軍フェイズ後に第三軍ユニット【同盟ユニット(緑)または中立ユニットの(黄）】の行動が行われる。敵軍フェイズ（または第三軍フェイズ）が終了すると1ターンが終了して、次のターンの自軍フェイズへと進む。 フェイズ（ターン）の切り替わり時にイベントが起こったり、（自軍・敵軍それぞれ）増援が現れたりすることもある。
フェイズエンド
全自軍ユニットの行動が終了した、または、もう行動させたい自軍ユニットがなくなった場合は、メニューから「終了」を選ぶと自軍フェイズが終了する。
ゲームの流れ
これを繰り返し、各マップで定められた勝利条件（玉座制圧など）を満たすことでマップクリアとなる。逆に敗北条件（主人公の死亡など。）が満たされてしまうとゲームオーバーとなり、セーブした場所からやり直しとなる。勝利条件は基本的には城門や玉座などの拠点にいるボスを倒し、その拠点に主人公を移動させて制圧することで、そのほかの勝利条件としては、敵将の撃破、敵の全滅、拠点の一定ターン防衛、特定ポイントに到達などがある。敗北条件としては主人公が倒される、一定ターン経過、防衛地点の敵到達、特定ユニットの死亡などがある。自軍キャラが死亡する、敵に宝を盗まれるなど気に入らないことがあれば、任意の段階でリセットしてセーブした箇所からやり直すこともできる。敵が少なくなるとBGMが変化することも多い。一部例外がある作品も存在するものの、セーブはマップをクリアしたときやマップ開始前の進撃準備などでしか行えない。これとは別にマップ攻略の途中で一時的に中断することが可能。ただし、中断したところからの再開は原則1回しかできず、やり直しをする場合にはマップの最初からとなる。GBAシリーズを除き、基本的に途中で停電などで電源が切れるなどすれば、マップのプレイデータは失われる。
特殊マップ
マップにはさまざまな種類があるが、その中でも特殊なものをいくつか紹介する。
あくまでマップの分類であり、勝利条件などとは別である。また、一部作品では登場しない種類も多い。
屋内マップ
屋内のマップ。通常は野外のマップと変わりがないことが多いものの、初期作品では騎馬ユニットは下馬して戦わなければならないこともある。
玉座の制圧や防衛などが勝利条件であることが多く、場合によっては敵盗賊から宝を守る必要性も出てくる。
砂漠マップ
マップの大半が砂漠であるマップ。
騎兵・重歩兵の移動力が大幅に制限され、歩兵系は半分ぐらいに移動力が減少するが、盗賊や魔法系ユニットは制限を受けないことが多い。当然飛行系も影響を受けない。
移動力の高い飛行系、魔法系と盗賊ユニットの運用が攻略の鍵であり、ほとんど育てていない場合は非常に苦戦することがある。
隠された財宝が特定地点に埋まっていることも多く、盗賊なら100%、ほかのユニットは運に依存して発見できる。
船上マップ
船の上で戦うマップ。作品によっては敵の船が接舷してきて戦うこともあるがその場合、自軍の船と敵の船は板が1枚〜数枚で結ばれ、そこから行き来するしかない。
飛行系や海上の移動（海賊）ができるユニットがいると、敵味方ともに有利である。
索敵マップ
『トラキア776』以降の作品で追加された概念で、夜間や霧のあるマップなどでは基本的にマップ上で敵を確認することができず、味方ユニット・同盟軍ユニットの数マス先にいる敵ユニットしか見ることができない。
盗賊系ユニットは例外で、ほかのユニットより広い範囲の敵の有無を確認できることも多い。また、一部アイテムを使用することによって可視範囲を広げることもできる。
可視範囲内から可視範囲外に移動し、その通過ルート上または到達地点に敵が存在した場合、その前のマスでそのユニットは強制的に待機してしまい、そのターンは行動することができなくなる。
『トラキア776』では可視範囲外のマップは地形すら確認できなかったが、それ以降の作品では地形だけは確認できるようになっている。
外伝マップ
『トラキア776』以降の一部作品で、特定の条件などを満たすと挿入される隠し章。本編クリアとは直接関係がないことも多い。
特殊なアイテム・仲間が手に入ったり、本編では語られなかったストーリーを楽しんだりすることができる。
『烈火の剣』では外伝の条件を満たした際に、行くかどうか選択することができる。

### 戦闘
攻撃する方法
ユニットを移動させ、武器ごとに定められた射程の範囲内に入ることで、敵ユニットと戦闘を行うことができる。
戦闘画面では、キャラクターが相手を切りつけたり魔法を使ったりして攻撃するアニメーションが挿入される。
これはオフにしてマップ上で戦闘するようにもでき、キャラごとにアニメを見るのか個別に設定することもできる。
武器の種類と性質
戦闘時には、ユニットが持つ武器から一つを選択し、それを使って戦闘する。
武器にはそれぞれ使用回数が設定されており、0になると壊れてしまう。0になると消滅してしまう作品と、壊れた武器として形が残る作品がある。
ただし、特定の手段で使用回数を回復させることも可能なほか、稀に使用回数が設定されていない、無限に使うことができる希少な武器もある。一部の作品では武器の使用回数制限のシステムが存在せず、ほぼ全ての武器が無限に使用できる。
攻撃する順序、必殺など
基本的に戦闘では、攻撃側→被攻撃側の順に攻撃し、お互いのキャラクターのステータスや武器性能などに則って命中率やダメージが決定され、攻撃が当たればキャラにダメージが加算される。
自分の「速さ」が相手を一定値以上上回るなどの条件を満たすと、再攻撃としてもう一度攻撃できることがある。
また、キャラクターの「技」パラメータによる一定の低確率（必殺率）で、ダメージが3倍に増える「必殺の一撃」が発生することもある。
なお、特定の魔法やシューターなどによる遠距離攻撃では、双方が射程圏内にあり遠距離武器を装備していても、敵からは反撃されない。
武器の特性と3すくみ
戦闘に使用する武器はそれぞれ異なる性質を持っている。
剣は軽くて命中率が高いかわりに威力が低く、特殊な場合を除いて投擲できない（間接攻撃ができない）、
斧は攻撃力が高いかわりに命中率が低く重い、
槍はその中間の性能を持つ。
また、弓は1マス離れたところから攻撃可能（間接攻撃が可能）なかわりに隣接しているユニットには攻撃できないという欠点を持つ。
魔道書（魔法）は、近距離戦も遠距離戦も可能で、守備ではなく魔防でダメージを計算する。
『聖戦の系譜』以降では「武器（魔法）の3すくみ」という要素が登場し、剣は斧に強く、斧は槍に強く、槍は剣に強い補正が与えられる。弓は3すくみから外れている。ただし、GBA作品ではこの3すくみを逆転させる武器が存在する。魔法にも上記のような3すくみはあるが、組合せは作品により異なる。
3すくみで有利な武器だと命中率や攻撃力が上がり、逆に不利だと下がる。
ただし、不利だからといって必ずしも全く攻撃できないほどではなく、実力差如何で強引に挽回できることもある。
特効
一部の武器には、「特効」とよばれる、特定のクラスのユニットに対して特に高い威力を発揮する効果を持つものもある。
たとえば、「アーマーキラー」はアーマー系ユニットに特効がある。また弓すべては飛行系ユニットに特効がある。
具体的な効果は、武器自体の攻撃力が大幅に上がるというものであるが、『聖戦の系譜』では「必殺の一撃が100%発生する」という意味合いになっている。
杖などによるサポート
シスターなど一部のクラスは、杖によって味方の体力の回復を行ったり、敵を一定時間行動不能にしたりするなど、戦闘と同じ要領で単純にダメージを与える以外の効果をキャラクターにもたらすことができる。

### ユニット・兵種
本作に登場する主なユニットについて記す。この項目で列挙される特徴は、あくまでゲームシリーズ全体を通して見た場合の「一般的な傾向」である。作品によって、ここに書かれた特徴のいくつかが当てはまらないことがある。基本的に、ユニットには下級クラスから上級クラスにクラスチェンジするクラスと、しない特殊クラスがある。詳しくはキャラクターのクラスチェンジの項目を参照。
詳しくは後述するが、ユニットは経験を積むことでレベルアップし、成長していく。各パラメータの伸び方はランダムで、各パラメータごとに0 - 100%の成長率が設定されている。
これらの成長率はユニットごとに固有であり、クラス特性以外の面でも個性を持つことになる。
ロード
主人公専用職。基本的には剣歩兵系だが、一部作品による例外もある。
ゲームの性質上、バランスの良い能力値であることが多く、総じて成長力に優れ、専用武器を有する。
クラスチェンジができないか、できても特定のイベントでクラスチェンジする場合が多い。即戦力か大器晩成型か、運用自体が厳しいかは作品により大きく異なる。
将棋に例えればいわゆる王将であり、この系統のユニットが撃破されるとその時点でゲームオーバーとなる。
ソシアルナイト / パラディン
馬を操り戦うユニット。高い移動力とバランスの良い能力が特徴。ほかのクラスがクラスチェンジしてナイト系になることも多い。
一部シリーズでは、騎乗ユニットは攻撃後に再度移動できる「再移動」が可能になっているなど機動面に長けるが、起伏のある地形では移動力が大きく低下したり通過できなかったりすることが多く、屋内戦では降りねばならないというシリーズもある。また、ナイトキラーのような騎馬系特効の武器そのものは必然的に大きな弱点となる。基本的に槍や剣を扱うソシアルナイトが多いが、作品によっては扱える武器によって分化されている。
上級クラスはパラディン。槍や剣など複数の武器を扱う事が可能で、さらに能力のバランスの良さや移動力の高さをソシアルナイトから引き継いだ上で一回り強化し、魔法にもある程度の耐性を得て屈指の使い勝手を誇るようになる。
ペガサスナイト・天馬武者 / ファルコンナイト
天馬を操り空を駆けるユニット。主に槍を扱う。
移動力が高く飛行しているため、ナイトと違って地形に左右されず移動できる。しかしその反面、作品によっては地形による能力値補正を受けられず、守備自体も低いことに加えて弓特効を受けるなど、防御面では不安要素が多い。その代わり近接系ユニットの中では速さと移動力を兼ね揃えている部類で、さらに最も魔防が高く魔道士の相手をしやすい。一部のシリーズではナイト系と同じく屋内では降りねばならない場合もある。
『覚醒』まで女性以外がこのクラスになったことはなかったが、その次回作である『if』にてツバキが男性初の天馬武者となった。
シリーズ中では「ペガサス三姉妹」などの3人組で登場する作品が多く、それら特定のキャラクターで敵を囲むことによって、3人で同時攻撃することで必殺ダメージを必ず発生させる特殊スキル「トライアングルアタック」を使えるケースが存在する。なお、シリーズ作品によってはペガサスナイトのみならず、ほかのユニットにおいても同様の必殺技を使用可能な3人組がいる。
上級クラスはファルコンナイト（もしくは下記のドラゴンナイト）。特徴はペガサスナイトと同じだが、槍に加え剣が使えるようになるのでバランスが良く、弓に注意すれば先行して戦うこともできる。
ドラゴンナイト / ドラゴンマスター
飛竜を操り空を駆けるユニット。槍または斧を扱う。ペガサスナイト同様移動力が非常に高く、地形に左右されず移動できるが、作品によっては地形による能力値補正を受けられず、弓による攻撃に弱い。ペガサスナイトと比較すると攻撃力・守備力が高いが、魔法への耐性を失っている他、作品によってはマムクートと同じくドラゴンキラーでダメージが増大するという弱点も持っている。一部のシリーズでは、ナイト系と同じく屋内では降りねばならない場合もある。作品によってはペガサスナイトの上級クラスとなっており、その場合クラスチェンジ時に魔法防御が大幅に下がってしまう。
下級クラスになっている作品の場合、上級クラスとしてドラゴンマスターが存在する。主に剣、槍、斧の中からいずれか2つを扱う。作品によって扱える武器が違うが、GBA以前は剣と槍を、GC『蒼炎』以降は槍と斧を使うことが多い。特徴はドラゴンナイトと同じで、ドラゴンキラーを除いた直接攻撃武器を用いるクラスに対しては最強に近い戦闘力を誇る。
基本的には敵対する国家の主力部隊として登場する。
戦士 / ウォーリア
斧を扱う荒くれ者。攻撃力と体力は高いが、他クラスに比べるとやや速さや守備に劣る。無所属の敵の斧使いは「蛮族」や後述する山賊・海賊としてクラスが区別されている場合が多く、特定の国の兵士として斧を扱う場合はこの職業であることが多い。
上級クラスはウォーリア。攻撃力が高く、斧の威力もあり一撃で相手に大ダメージを負わせやすい。さらに弓も扱えるため、安定性が増す。
傭兵 / 勇者
剣の扱いに長けたユニット。『聖戦の系譜』以降は剣士系の職業と分化した。剣士系が技・速さに特化しているのに対し、傭兵系は攻守のバランスがとれたユニットとなっている。
上級クラスは勇者。すべての能力が高く、さらに『トラキア』以降は剣のほかに斧も扱うため、弱点が少なく安定性が高いユニット。敵として出てきた場合は、その隙の無さに苦戦させられる事が多い。一部作品では戦士系からもクラスチェンジ可能である。
ちなみに本シリーズでの勇者の意味・立ち位置は「戦いで名を上げた凄腕の傭兵」であり、正義の味方よりも命知らずの意味に近い。
剣士 / ソードマスター・剣聖
『聖戦の系譜』から登場。技と速さが高く連続攻撃や必殺攻撃が出やすいが、守備はやや低め。傭兵と同じく剣の扱いに長けたユニット。ステータスは傭兵と似ているが、技と速さに重点が置かれ、力と守備に劣る傾向にある。
上級クラスはソードマスター。技と速さがかなり高く、どの相手にも高命中率を見込め、連続攻撃や必殺攻撃も得意。上級職となっても傭兵に対して使える武器は増えないが剣に特化した職となっており、作品によって剣の武器レベルの上限の上昇、必殺率の上昇、または回避率が直接上昇など追加能力が付く場合が多い。敵として出てきた場合は、高い速さや命中率、及びその必殺率から事故要因になりやすい。
アーマーナイト / ジェネラル・将軍
重装備のユニット。高い守備力が特徴で壁役にうってつけだが、反面移動力や速さにはかなり劣る。アーマーキラーやハンマーといったアーマー系特効の武器が存在する上、魔法防御も低く弱点は少なくないが、全体的に守備が伸びにくいこのシリーズにおいてトップクラスの守備を持つ。騎兵が室内戦を行えない作品では、室内戦でも槍を使える貴重なクラス。作品によっては、ナイト系と同じく扱える武器によって分化されている。
上級クラスはジェネラル。守備が極めて高くて、攻撃も相当な実力を持っているが、移動と速さは低いままであり、魔法やハンマーなどの武器に弱いのも同じ。扱える武器は槍を中心とした複数の物理系武器だが、追加される使用可能武器は作品によって異なる。
敵として出てきた場合は、守備の高さからこちらの攻撃が通らないことが多い反面その弱点の多さから複数の対処法がある。初期とGBAの作品では、各章のボスの大半がこの系統のキャラクターが多い。
ソルジャー / ハルバーディア
槍を専門に扱う歩兵ユニット。目立った長所はなく、能力は総じて低い。ほとんどは敵専用のユニットだが、作品によっては味方としても登場。
味方にいる作品では他の作品より能力は高く、やや守備寄りのバランスの良い能力を持っているキャラが存在し、ハルバーディアなど上級クラスも用意されている。
アーチャー / スナイパー
弓の扱いを得意とするユニット。1マス遠く（条件によってはさらに遠方）からの遠距離攻撃が可能だが、隣接されると無抵抗に攻撃されてしまうことがほとんど。反撃できないゆえに接近戦に弱いため、運用には慎重性を要するが、基本的に飛行系ユニットに特効ダメージを与えられるため、その対策として最高の適性を持つ。
上級クラスはスナイパー。能力のバランスが良く、技に秀でる他移動力も上がる。近接攻撃に反撃できないのは変わらないため、この系統のユニットがボスとして登場するのは非常に稀。
シューターがマップギミックとして出る作品では、シューターを操作できる。
軽騎兵・弓騎兵
軽装の騎兵。身軽であるため起伏のある地形も移動しやすく、ナイトでないという理由で騎士特効が効かない作品もあるなど、歩兵と騎兵の長所を統合したユニットである。能力は速さと技が高く、使用武器は剣と弓であることが多い。
ホースメン・遊牧民・フォレストナイト・ボウナイトなど、作品によって頻繁に呼称が変化する。
魔道士 / 賢者
遠近問わず攻撃できる魔道書による攻撃魔法を操るユニット。アーマー系とは逆に、守備力やHPは低いが魔法攻撃に耐性を持つ。移動力は少し低いものの、軽装のため砂漠や森などの地形の影響を受けにくい。魔法防御が高いユニットはあまりいないため、安定したダメージが与えられる魔法攻撃は使い勝手がよく、敵の物理攻撃に注意すれば主力になりうる。作品によってナイト系と同じく扱える魔道書によって分化されている場合があるが、総じて風・炎・雷の理魔法を主に扱う者は能力のバランスが良い。
軽装の歩兵だけでなく、鎧を纏うもの、騎馬に乗るもの、天馬に乗るものなど、作品ごとにバリエーションが増えている。
上級クラスは賢者。作品によって異なるが、多くの魔法と杖を使い、安定した能力で、高位魔法や杖を操る。
シスター・僧侶 / 司祭
味方のHPの回復や敵ユニットを弱体化するなどの効果を持つ杖による補助魔法を使えるユニット。
ほとんどの作品でクラスチェンジしなければ攻撃が行えず、基本的に杖を使うことで経験値を得る。魔道士ほどの高い戦闘力が無いが、魔法攻撃に対しての耐性は魔道士よりずっと高い。
上級クラスは司祭。杖に加えて魔法が使えるようになり攻撃手段を得る。使える魔法は基本的には賢者と同じだが、魔法に理・光・闇の概念が存在する作品では光魔法だけを使う。
トルバドール / ヴァルキュリア
騎乗して杖を使うユニット。女性専用のクラスであり、なおかつ貴族の令嬢など、身分的に高いキャラクターが就くことの多いクラスである。
上述のシスター系と同じく攻撃の手段を持たないことが多いが、作品によっては剣を装備可能である場合が稀にある。能力としては、シスター系に比べて速度と移動力に優れるが、魔防は少し低め。
上級クラスはヴァルキュリア。杖に加えて魔法または剣での攻撃が可能となる。使用可能な魔法の種類は理魔法または光魔法であり、作品によって異なる。
ダークマージ / ソーサラー・ドルイド
攻撃魔法を操る魔道士の中でも、闇魔法を専業とするもの。他の魔道士より魔力と守備に秀でるが、一方で速度や技は低い。特殊効果付きの魔法を得意することも多く、魔法に武器相性の概念がある作品では魔道士に対して優位で、司祭などの光魔法の使い手のクラスに不利である。
邪教徒や異端の魔道士という設定で、物語上は主人公と敵対する集団の構成員として登場する場合が多い。それに合わせてか、このクラスでの敵キャラは陰湿かつ狡猾、闇の魔術で世界の滅亡を目論む、などの性格付けがなされることも多い。
上級クラスはソーサラーであるが、作品によってはドルイド・ダークビショップなどの名前で登場することもある。魔道書に加えて杖が使用可能になることが多く、初期作品では上述の司祭に統合されていた。
盗賊 / アサシン
扉や宝箱や跳ね橋を開けることができるなどの特殊能力を持つユニット。剣または短剣を扱えるが、速さ以外の戦闘能力は低め。
敵として登場したときは、マップによっては民家や村を破壊してしまうことがある。作品によっては、敵からアイテムや武器を盗むことも可能。索敵マップでは、ほかのユニットより視界が広い場合があり、その作品では重宝する。
クラスチェンジが可能かどうかは、作品によって異なる。クラスチェンジ先も作品により異なり、盗賊としての能力が強化されたり失われたりする。
上位クラスの一種であるアサシンは、盗賊の能力を失う代わりに稀に即死攻撃を繰り出すスキルが付与されている。
山賊・海賊 / バーサーカー・狂戦士
斧を専門に扱うユニット。基本的に、シリーズ通して戦士と同じく最初の敵として現れることが多い。
ステータスとしてもやはり戦士と似ているが、技が低い代わりに速さがやや高く、山賊は山、海賊は海を動くことができる。また、一部作品では盗賊と同じように民家や村を破壊してしまう敵もいる。
上級クラスはバーサーカー。山賊と海賊の両方の特性を併せ持つようになり、海や山を自由に移動できる。相変わらず斧しか装備できず技は低いが、力がかなり高いうえに必殺補正がつく場合が多く、必殺攻撃が出やすいためほとんどの敵を一撃で倒しやすい。
踊り子
行動済みのユニットに、同ターン内の再行動を可能にさせるユニット。基本的に戦闘能力を持たないが、作品によっては一応攻撃も可能。
『覚醒』まではペガサスナイト同様女性専用クラスであったが、『風花雪月』以降は男性でも就けるようになり、『エンゲージ』では男性初のダンサーを初期職とするセアダスが登場する。
『封印の剣』以降では踊り子と同じ能力を持つ職業として「バード」が設けられることもある。
シューター
超遠距離攻撃が可能なユニット。主に敵として登場する。超長距離戦に特化している分、自分から近い所には攻撃できない。直接攻撃されると不利だが、一方で敵の攻撃に耐え抜ける高い防御力を持ち合わせる場合もある。速さと魔防は低い。
アーチャー系ユニットが「乗る」ことができる特殊な装置として登場することもあり、その場合は敵軍から奪って使用できる。
マムクート・タグエル・ラグズ
人外の姿に変化して戦うユニット。人類とは異なる種族で、対立していることが多い。
一般の兵種と比べて攻撃力・防御力ともに高く、圧倒的な戦闘力を誇るが、一部を除いて変身して戦える時間に何らかの制限が課されており、基本的に普段の姿での戦闘能力はかなり低い。またドラゴンキラーなど、特効武器を携えた相手は天敵。
作品によっては、人型が本来の姿である場合と仮の姿の場合がある。
魔物
いわゆる骸骨やゾンビなどのモンスターで、独立したクラスとして扱われている。『外伝』『聖魔の光石』に登場。
爪や牙で戦うモノから武器を使うモノ、空を飛ぶモノから魔法を使うモノまで種類は多い。

### キャラクター
能力
- HP - この数値が0になるとそのユニットはロスト（あるいは撤退）する。アイテムや杖、特定の地形や特定の魔法などで随時回復できる。
- 力 - 物理攻撃によるダメージを上昇する。作品によっては、武器の重さによる速さの低下を抑える役目がある場合も。
- 魔力 - 魔法攻撃によるダメージを上昇する。作品によっては、力と魔力が統合されているものと分離されているものがある。
  - 前者では魔法剣などの威力が固定だったり、独自の計算式が用いられる。後者では魔法剣の威力が魔力依存となるのだが、稀に物理・魔法両攻撃が可能なユニットが参戦することもある。『トラキア776』では魔防と統合されている。
- 技 - この数値で命中率が底上げされ、さらに「必殺の一撃」の発生率も少し増える。作品によっては、スキルの発動率に影響する。
- 速さ - この数値で敵の命中率を減らし攻撃を回避しやすくなる。また追撃の可否にも直接影響する。
- 幸運 - この数値で敵の「必殺の一撃」の発生率を減らす他、回避率や命中率も少し上昇する。
- 守備 - この数値分、物理ダメージを軽減する。物理攻撃力が守備の数値以下だとノーダメージ[注 15]となる。これは魔防も同様。
- 魔防 - この数値分、魔法ダメージを軽減する。ほとんどの作品で上がりづらく設定されている。一時的に魔防を上昇させるアイテムもある。
- 移動力 - この数値分、マップ上のマスを移動できる。基本的に固定パラメータであり、クラスチェンジや能力アップアイテム使用、もしくは『トラキア776』を除いて成長しない。
- 体格 - 一部作品のみ登場。『トラキア776』以外では、一部手段を除いて成長しない。この数値が高いほど、重い武器が扱いやすくなる他、自分の体格以下のキャラを同行させ、マップから隠すことができるシステムも使えるようになる。『蒼炎の軌跡』以降は力がこの役割を担うようになった。
  - なお同行中は能力が低下する騎馬系ユニットは同行できない作品もある[注 16]。
- 武器レベル- このレベルが高いほど高性能な武器が扱える。『暗黒竜』、『紋章』では数値制で通常ステータスと同じ扱いだが、『外伝』には存在せず、『聖戦の系譜』では固定パラメータである。『トラキア776』以降では、使用した回数に応じて普通のレベルとは独立に経験値が溜まってレベルが上がるため、通常のレベルが最大であっても成長の余地がある。一部作品や職業では、最大レベルに制限がかせられていることがある。

状態異常
『聖戦の系譜』以降登場。特定の武器や魔法などにより毒や眠り、混乱などの状態異常になり、ダメージを受ける、操作ができないなどの状態となる。特定の杖やアイテムなどで治療できるほか、ターン経過により自然回復する作品も存在する。
レベル
敵ユニットとの戦闘、補助魔法の行使、特定ユニットの救出、そのほか補助を行うことによって経験値を得ることができ、経験値を100ポイント蓄積させることによって上昇する。
作品によっては敵から攻撃されただけでも僅かに入る。
『暗黒竜』、『紋章の謎』までは、倒した職業によって入手できる経験値が違い、味方のレベルに全く影響されなかった。
その他の作品では敵と味方のレベルの相対差によって入手できる経験値は変化する。味方が低レベル、敵が高レベルなほど入手できる経験値が多く、逆に味方のレベルが高く、敵が低レベルなほど入手できる経験値が少なくなり、最悪レベルが最大に達していないにもかかわらず1しか入らないこともある。また、敵がボス系や（自分のクラスからみて）上級職、味方が一部スキルを保持しているなどといった場合も入手できる経験値が多くなる。
クラスチェンジ
通常の経験値蓄積によるレベルアップとは異なる、ユニットが下級クラスから上級クラスにランクアップすること。
通常は一定（ほとんどはレベル10）以上のレベルで特定のアイテムを使って行うが、特定のキャラに於いてはイベントなどで自動的に行われることもある。
また、『蒼炎の軌跡』『暁の女神』の下級クラスはレベルMAXの状態でさらにレベルアップする事でアイテム無しでクラスチェンジする事が可能。
クラスチェンジをすることによってパラメータアップボーナス、パラメータの上限値の上昇、使用可能武器の増加などのメリットが得られる。
クラスチェンジ後はほとんどの作品でレベル1に戻る。『聖戦の系譜』ではレベルはクラスチェンジしてもレベルはそのまま。
反面、経験値が相対性の作品では、入手経験値も上級職扱いで少なくなるためデメリットがあるが、全体的結論は作品によって早めにしたほうがいいのか最大レベルまで上げてから行ったほうがいいのかは作品と状況によって異なる。
育ち切った時の最終的な強さを重視するのであれば、限界までレベルを上げてからクラスチェンジするのが一番強くなれる。
スキル
『聖戦の系譜』以降に導入。「戦闘時に一定確率で与ダメージの半分のHPを回復する」「移動時に敵の居るマスも通過可能」などといった特殊技能をユニットが兼ね備える、というシステムである。
ソードマスターの必殺率ボーナスのように兵種に依存するものと、個人の特性に依存するものの2種類が存在する。スキル習得方法は、特定レベルへの到達・特定兵種へのクラスチェンジ・アイテムの使用・他ユニットからの継承など多岐に渡るが、どの方式が採用されるかは作品によって異なる。
支援（支援会話）
『紋章の謎』以前から隠れ要素として存在していたものの、『聖戦の系譜』での恋愛システムをベースに『封印の剣』以降から導入された。
特定のユニット同士が会話（支援会話）をすることで、お互いの絆を深める。支援が成立しているユニットが3マス以内にいることで、お互いの能力がアップする。支援会話には隠れたエピソードやさまざまな設定を知ることができるという利点もある。
隠れ要素として存在していたものは絆支援と呼ばれ、血縁関係・主従関係などのあるユニット同士が隣接または近接することで能力がアップする。
マップ上で支援会話をするGBAシリーズでは、サイレス状態では支援会話を行うことができない。
トライアングルアタック
敵ユニットを特定のユニット3体で囲むことによって繰り出すことができる必殺技。
作品により効果は多少異なるが、「発動すると必ず「必殺の一撃」が発生するようになる」ことが多い。
血縁関係かつ同じ兵種などの共通点を持った3人で繰り出す。主にペガサスナイトの三姉妹が使うことができるが、兵種が違ったり、特定の武器でしか発動できないなど例外のケースも多々ある。

### 地形・施設
マップの各マスには地形効果が存在しており、侵入コストにしたがって移動力が低下する、または一部ユニットしか進入できない（山など）、回避率にボーナスが入る（森など）、ターンごとにHPが回復する（砦など）などの効果がある。また、飛行系ユニットは地形効果を利用できない。なかにはアイテム・軍資金が手に入る宝箱や、アイテムを使わなければ開かない扉、攻撃で壊すことのできる壁などの特殊なマスもある。通過もしくは待機することでランダムにワープさせられる、炎や毒ガスなどが噴き出す、落とし穴に落ちるなどのトラップ地形も存在するが、盗賊系ユニットで解除できることも多い。トラップに関しては、飛行系ユニットにも影響があることが多い。以下に代表的なものを記載する。
森
おもに回避力が上がる。通過、侵入する場合移動力が低下する。
山
森よりもさらに回避力が上がるが、一部ユニットは侵入できない。
高い山
山よりもさらに地形効果が高いものの、山賊などのごく一部のユニットや飛行系でしか侵入できない。
砦
回避力や防御力が上昇し、ターン開始時にHPが少し回復する。増援が現れることもあるが、味方ユニットで塞げば出現しなくなることも多い。トラキア776では凶悪な性能を誇った。
海
海賊などのユニットと飛行系のみ侵入可能。ほかのユニットは侵入できない。そればかりか、消える床や救出者がロストするなどして通常ユニットが孤立してしまった場合、移動不能に陥ってしまうことも多い。川などは歩兵系ユニットでも一部通過できることがあるものの、ほかの水系の地形もこれに準ずる。
宝箱
鍵などを持って侵入すると開けることができる。敵盗賊に先に開けられてしまうときもあるが、場合によっては奪い返すこともできる。
扉
鍵などで開けられる。一部作品では、壊れる壁のように攻撃で直接破壊できる。屋根付き部屋の場合、開けてみるまでどんなユニットがどれだけいるかなどはわからない。一部作品ではそれを確かめる杖も存在した。屋根付きで扉が複数ある場合、一つあければ全て開錠されるものとそうでないものがある。
壊れる壁
一部作品のみ登場。壁にHPが設定されており、攻撃して破壊することによって通過できる。壊れる壁に対しては追撃はできず必殺も発生しないが、攻撃は必ず命中する。防御力はゼロである。通常の扉が武器で壊せる作品でもこれに準ずる。
一部の施設としてのマスは、ユニットをそのマスに進入させることで特殊なイベントを発生させられる。
城門・玉座
制圧が勝利条件のマップでは、ロードがこのマスに移動し、制圧するとステージクリアとなる。地形効果が高く、回避や守備に大幅に補正がかかることも多く、HPが毎ターン回復する。ほとんどの場合は敵将が待機している。逆にこちらが防衛する場合、敵に侵入されるとゲームオーバーである。これら以外が制圧・防衛拠点であっても、これに準ずる。
村・民家
訪問することで情報が得られたり、アイテムや軍資金が手に入ったり、仲間が増えたりする。作品によっては、村はロードのみが訪問可能。また、サイレスの状態だと訪問自体が不可能。作品によっては、村や民家に盗賊などの敵ユニットが到達すると破壊され、その村を訪問できなくなる。一度訪問すると二度と訪問できなくなるものと、何度でも訪問できるものがある。後者は破壊されることはない。
武器屋・道具屋
文字どおり、手に入った軍資金によって戦闘に使用する武器・道具を売買できる。武器・道具の品揃えはステージにより異なる。隠されたものも存在する。
預かり所
軍資金を使って、物品を預けたりする施設。システムで輸送隊が存在する場合、預かり所は存在しない。
闘技場
掛け金を払うことで参加し、用意された相手と戦う施設。勝つと経験値、賞金などが入手できるが、負けると参加したユニットはロストする。もちろん、負けた場合や途中で降参した場合の賭け金は返却されない。なお、作品によっては掛け金が不要であるものや、負けてもロストせずに瀕死状態になるだけのものもある。

## ティアリングサーガに関わる問題
問題の始まりは『ファイアーエムブレム』開発会社であるインテリジェントシステムズ（以下「IS」）の開発者が一人、同社を退社して開発会社ティルナノーグを立ち上げたことにある。ティルナノーグの代表者である加賀昭三はそれまで『ファイアーエムブレム』の開発に深く関わっており、「ファイアーエムブレムの生みの親」と見なされていた人物である。
ゲーム雑誌『ファミ通』の発行元でありゲーム販売も手がけるアスキーのバックアップを元に、ティルナノーグは初代PlayStation用ソフト『エムブレムサーガ』の開発を始めた。これに対し任天堂は、著作権侵害として抗議していたが、アスキーから分社したエンターブレインは問題となったソフトのタイトルを『ティアリングサーガ ユトナ英雄戦記』に変更し、内容を一部手直ししたうえで2001年5月24日に発売した。
加賀は当初FEシリーズの完全な続編として『エムブレムサーガ』を製作していたらしく、『ファミ通』での発表では過去5作品に登場した3大陸に次ぐ第4の大陸「フォーセリア」を舞台とし、マムクートが多くの部分で物語に関わり、「某変身系の少年」が謎の吟遊詩人、賢者として重要な役回りを演じるとして、「チェイニー」が登場すると仄めかしていた。また『暗黒竜と光の剣』と同年代の物語であることを明かし、必然性があれば他のキャラクターも登場させたいと発言していた。
なお、加賀氏は当初FEシリーズとの類似性が問題視されるとは考えていなかったのか、ネット上で「外伝タイプのゲームシステムで、・・・Ｎ社との関係は今まで通りです。今作はプレイステーションですが、」という発言を行っている。
作品中の主な相似点については、キャラクターや世界観・ゲーム性が酷似していること、『ファミ通』に掲載された記事で『ファイアーエムブレム』シリーズと世界観が繋がっていることを匂わせる記述があったことなどが挙げられる。ただし、「関わっているゲームクリエイターが同一人物である以上、内容に似通ったところが出てくるのは当然」という意見もある。
この作品に参加している『ファイアーエムブレム』シリーズに関ったスタッフは、前述の加賀昭三と『ファイアーエムブレム トラキア776』のキャラクターデザインをしていた広田麻由美の2名だけで、その他のスタッフはまったく関係が無い。
任天堂とISは『ティアリングサーガ』の発売を、不正競争防止法違反と著作権侵害として販売差し止めと賠償金を求める訴訟をティルナノーグとエンターブレインに対して起こした。その判決内容は以下の通り。
- 一審判決（東京地裁：2002年11月14日）
  - 任天堂側の請求を全て棄却。
- 二審判決（東京高裁：2004年11月24日）
  - 著作権侵害は認められず、不正競争防止法違反においては任天堂側の請求が一部認められ、エンターブレイン側に任天堂側へ約7600万円を支払うように命じる。
- 最高裁判所（2005年4月12日）
  - 任天堂の上告を棄却。二審判決が確定。

裁判所が任天堂の損害として認めたのは、「エンターブレイン側が『ティアリングサーガ』を『ファイアーエムブレム』と関係のあるソフトであるかのように宣伝して『ファイアーエムブレム』のブランドイメージを利用した」という箇所のみで、著作権侵害は認めていない。ただし、エンターブレイン側が当初主張した『トラキア776』の著作権は「IS」にない、との主張も認められなかった。
この事件以降、任天堂は広報における方針を大幅変更し、それまで『ファミ通』に対して行われていた情報の一番出しを取りやめるなどの措置を採った。
また、『ファイアーエムブレム』シリーズのメディアミックス展開が大幅に縮小整理されたうえで、それまで同業他社と比較して各々の制作サイドの裁量権に大らかだった方針も改められ、設定や世界観などを任天堂が強く『公式』を管理するようになった。
なお、裁判の席において、エンターブレイン側陳述等で、同じ開発チームの別作品の例として、『ゼノギアス』と『ゼノサーガ』、『タクティクスオウガ』と『ファイナルファンタジータクティクス』が引き合いに出されている。今回の裁判では、これらのゲームのように独立したゲームデザイナーが、元の会社で作っていたのと同ジャンルのゲームを作っても、内容に直接関係がなければ著作権的には問題がないと判例として確立したことに意義があるといえる。
2005年5月には、エンターブレインより『ティアリングサーガ』の続編である『ベルウィックサーガ』がPlayStation 2用ソフトとして発売された。機種が違うとはいえ、『ファイアーエムブレム』シリーズの『蒼炎の軌跡』とほぼ同時期の発売となり、本家と分家の市場における直接対決となった。また、2007年4月にはエンターブレインより『暁の女神 パーフェクトガイドブック』が刊行され、2001年のファミ通文庫『紋章の謎・下巻』以来、6年ぶりに同社による関連書籍の発売が再開された。

## シリーズ公式サイト・アカウント
任天堂のホームページにて、2007年に『ファイアーエムブレム』シリーズ公式サイトの「ファイアーエムブレムワールド【FIRE EMBLEM WORLD】」が開設された。内容は、シリーズ作品のイラストなどのアーカイブ資料、シリーズの新作情報、壁紙のダウンロードサービス、インテリジェントシステムズ代表取締役の北西亮一社長へのインタビュー記事などが掲載された。また、ミニゲーム的コンテンツとして、「ファイアーエムブレムスロット占い」や「FIRE EMBLEM検定（3・2・1・マスター級）」などがある。
年末年始や休日を挟んだ場合は後の日へずれることもあったものの、定期的な更新は概ね毎月1日頃に行われていた。しかし、2010年1月からは不定期更新になった。
シリーズ25周年に当たる2015年にはTwitterの公式アカウントが開設された。

## ファイアーエムブレムのテーマ
第一作である『ファイアーエムブレム 暗黒竜と光の剣』のオープニング、エンディング、およびテレビコマーシャルで使用された「ファイアーエムブレムのテーマ」は、『ファイアーエムブレム』シリーズを代表する楽曲として、シリーズの多くの作品で使用されている。作曲者は辻横由佳とされているが、『大乱闘スマッシュブラザーズX』のゲーム内においては、「作曲者：インテリジェントシステムズ」という帰属表記になっている。

### テレビコマーシャル
『ファイアーエムブレム 暗黒竜と光の剣』のテレビコマーシャルは、騎士団のコスチュームを纏った声楽団が「ファイアーエムブレムのテーマ」を歌い上げるといったユニークなものであった。
CMを製作するにあたって、当時第一企画（その後旭通信社との合併によりアサツー ディ・ケイを経て、現在のADKホールディングス）に所属していた任天堂企画部・倉恒良彰は、『暗黒竜』の発売前のROMをプレイして世界を見たうえで製作するはずが、倉恒自身が『暗黒竜』に相当はまり、任天堂のプレゼンテーションの3日前に演出家・金巻氏と合宿をして相談をしたが、「世界を端的に表すような映像を撮る」では予算的と労力がかかり没に。ほかの資料から探した結果、オペラのレーザーディスクに収録されていたヴェルディの『ナブッコ』とFEのゲームの音楽の出来が良かったために、いまのオペラCMが作成されたとのことである。このCMに、出演者は全員オペラで活躍している二期会、音楽はフルオーケストラ、撮影の照明に映画監督・黒澤明と長く仕事をしていたテイク・ツーの佐野武治を起用している。上記の「ファイアーエムブレムのテーマ」の歌は完璧だったが、衣装が重装備のため、着付けに25人参加するほど時間がかかったり、当時に公演していたオペラ『アイーダ』で出演した馬・ルイス号が総勢50人の歌声と効果の稲光に驚いて20回NGを出すハプニングもあったとのことである。「ファイアーエムブレムのテーマ」の歌詞は、倉恒が「ゲームで体験した事を忠実に表現した」と述べている。ほかに、FC初のRPGSLGだったうえに、頭の中で広がるドラマ・キャラクター性は格別なものだったため、製作にかなり意識したという記述もある。キャッチフレーズは「ファミコン超大作」「ロールプレイングシミュレーションの幕開け」。
『ファイアーエムブレム 封印の剣』のテレビコマーシャルはこの1作目のもののオマージュとなっている。また、『封印』のサウンドトラックにテレビコマーシャルで使用した楽曲を収録するにあたって歌詞のロングバージョンが作られることとなった。（封印サントラ付属の冊子より）。

### 他のメディア、ゲームなど
- 『紋章の謎』OVA版ではオープニングとエンディングに起用。オープニングは『紋章の謎』の「紋章の盾の登場時のヴァージョン」、エンディングは「オープニングテーマヴァージョン」のほうを起用している。
- OVA版『ファイアーエムブレム 紋章の謎 アニメーション・サウンド・トラック』では「ファイアーエムブレム〜誓いの紋章〜」という題名で収録されている。
- 下記のゲームソフト2作では、「ファイアーエムブレム」という題名で収録されている。
  - 大合奏!バンドブラザーズ（2004年、任天堂、ニンテンドーDS）
  - ドンキーコンガ3 食べ放題!春もぎたて50曲♪（2005年、任天堂、ゲームキューブ）
- 大乱闘スマッシュブラザーズシリーズ
  - 酒井省吾編曲のメドレーである、『ファイアーエムブレム』の楽曲は『DX』では出典なし扱い。『X』以降は「ファイアーエムブレム（DX）」の題名でスマブラシリーズ出典として、『for』では『暗黒竜と光の剣』出典として再録されている[10][12]。『X』のフルオーケストラとは異なり、歌詞・歌手無しのインストゥルメンタル楽曲である。
  - 『大乱闘スマッシュブラザーズX』では同じく酒井編曲で新たに『ファイアーエムブレムのテーマ』がフルオーケストラで追加収録。ソプラノ歌手・高橋織子、テノール歌手・錦織健が担当。歌詞は日本国外版の仕様のために、ラテン語で新たに書き下ろされた[9][10]。『大乱闘スマッシュブラザーズ for Wii U』『大乱闘スマッシュブラザーズ SPECIAL』に、再録されている。
- 『ファミ通PRESENTS PRESS START 2007 -SYMPHONY OF GAMES-』において、前述の高橋織子（横浜会場、大阪会場）、錦織健（横浜）、テノール歌手・中塚昌昭（大阪）がこの曲の歌を担当した[13][14]。このコンサートで中塚昌昭が「声楽を始めるきっかけとなったのがファイアーエムブレムのCM」だと語っている。
  - 『PRESS START 2014』では『ファイアーエムブレム』が演奏された[15]。
- 2002年8月のハル研究所主催の『大乱闘スマッシュブラザーズDX』のオーケストラコンサートのとき、シリーズのディレクターである桜井政博が『ファイアーエムブレム』を歌ったことがある[16]。それが元で任天堂公式ホームページの『社長が訊く』コーナーを出張の社長の代理で『新・暗黒竜と光の剣』のインタビューを担当した。
- 『幻影異聞録♯FE』ではオープニングと光の戯曲・ファイアーエムブレム時に起用。光の戯曲時にはミラージュマスター蒼井樹と他のミラージュマスター達と一緒に歌唱している。
- 『ファイアーエムブレムヒーローズ』では「Fire Emblem Heroes Theme」という題名として起用。歌詞、Kouhei Maeda。音楽、Yuka Tujiyoko、Hiroki Morisita。サウンドスーパーバイザー、Yuka Tujiyoko。ボーカル、Mario Tasiroが担当している[ゲーム内 1]。
- ポリスター 『FIRE EMBLEM THE BEST1』では、『暗黒竜と光の剣』の曲に「ストーリー6〜マルスとシーダの会話」という題名で『FEのテーマ』のアレンジ曲が収録されている。

## その他の話題
- 星のカービィ スーパーデラックス（1996年、任天堂、スーパーファミコン） 星のカービィ ウルトラスーパーデラックス（2008年、任天堂、ニンテンドーDS）

「洞窟大作戦」(前者は国内版のみ)に『暗黒竜と光の剣』『紋章の謎』のマルスのファルシオンが宝物として登場する。
- 2011年3月11日に発生した東北地方太平洋沖地震（東日本大震災）後に、かつてFEのメディアミックスに参加した佐野真砂輝&わたなべ京が任天堂の協力を得て、「goo 募金チャリティー」に「FIRE EMBLEM」の壁紙を提供した[17]。

- 大乱闘スマッシュブラザーズシリーズ

プレイアブルキャラクターとして『DX』ではマルスとロイが参戦。『X』ではマルスが続投しアイクが新規参戦。『for Nintendo 3DS / Wii U』ではマルスとアイクに加え、ルフレとルキナが新規参戦。またDLCでロイとカムイが参戦。『Wii U』では『闘技場』がステージとして採用された。『Wii U』でFEの音楽を担当している辻横がFEの楽曲である『出会いのテーマ シリーズメドレー』という編曲を担当した。『SPECIAL』では前作の6人に加え、ロイのダッシュファイターとしてクロムが参戦。またDLCではベレト/ベレスが参戦。
アシストフィギュアは『X』以降はリン、『SPECIAL』では漆黒の騎士とチキ（覚醒版）が登場している。

## 関連作品
シリーズを題材にした翻案作品として、小説・コミック・ファンブックなどの書籍のほか、1996年には『紋章の謎』がOVA化されている。また、主に『暗黒竜』から『紋章の謎』の時期にかけて、漫画版などのドラマCDも制作されている。
ストーリー漫画は1991年8月23日発売の『ファミリーコンピュータMagazine』1991年18号（徳間書店）から連載が開始された『ファイアーエムブレム』（島田ひろかず）を皮切りに、角川書店の『増刊『ASUKA』ファンタジーDX』で連載された『ファイアーエムブレム』『外伝』（佐野真砂輝&わたなべ京）、エニックス（現：スクウェア・エニックス）の『月刊Gファンタジー』に連載された『ファイアーエムブレム 暗黒竜と光の剣』（箱田真紀）をはじめとする各誌に多くの作品が連載された。2023年時点では、集英社『最強ジャンプ』において『ファイアーエムブレム エンゲージ』（今日和老）が連載されている。
アンソロジーコミックは双葉社が1991年12月に出版した『ファミコン4コマまんが王国』の佐々木亮による漫画「愛と勇気とファルシオン」が、事実上初とされる。これ以降、任天堂公認による4コマ・ショートコミック誌・アンソロジーの出版が増え、『聖戦の系譜』の頃には最も多く発売されたが、『トラキア776』で激減。『封印の剣』のアンソロジーが数冊刊行されたのち、2014年に一迅社から『覚醒』のアンソロジーが刊行されるまで10年余りのブランクが存在した。
その一方で、小説化作品においては『烈火の剣』や『聖魔の光石』までの、『封印』以降のシリーズ作品の刊行も行われていた。
この他、正式な許諾を受けた作品ではないが、二次創作の同人誌についても成人向けも含めて数多く出回っている。1992年6月18日に発行された「コミックマスターエクストラ1」（ホビージャパン）では本シリーズの特集が組まれており、同誌やNTT出版から1996年に刊行された「ファイアーエムブレム ザ・コンプリート」では既に本シリーズの同人誌即売会情報が掲載されていたことが確認できる。なお、現在は削除されているが開発元のインテリジェントシステムズは過去にインターネット上の二次創作に関する制限事項を特に設けない旨を表明していた。
三省堂が2023年11月に刊行する『オタク用語辞典 大限界』（名古屋短期大学小出ゼミ〈2022・2023年度生〉著）では、「ファイアーエムブレム界隈用語」だけを収録した章が存在する。

## 関連商品
- オーケストラによるゲーム音楽コンサート3（1993年11月22日、ソニーレコード、ASIN: B00005N0AJ）
  - 神の御子白き賢者（ファイアーエムブレム2）が収録。
- オーケストラによるゲーム音楽コンサート5（1996年1月21日、ソニーレコード、ASIN: B000064QJO）
  - ファイアーエムブレムのテーマソング（ファイアーエムブレム2）が収録。
- 20th Anniversary ファイアーエムブレム大全（2010年6月30日、小学館、ISBN 4091064671）
  - 『暗黒竜』から『新・紋章の謎』までのガイドブック。
- ファイアーエムブレム英雄百歌[28]
  - FEの歌留多。朗読:アンナ（世戸さおり）が担当。
- ファイアーエムブレム 英雄百歌 アペンドディスク
  - 上記の歌留多の読み手限定CD。朗読:『暗黒竜と光の剣』のナバール、『覚醒』のロンクー、『if』のゼロ（CVは3キャラとも子安武人）が担当[29]。

ほか『聖戦の系譜』では20種類以上の攻略本が発売された。